# Leiobunum maximum
Leiobunum maximum is een hooiwagen uit de familie Sclerosomatidae.